# Perry Freshwater
Perry Thomas Freshwater (Wellington, 27 luglio 1973) è un ex rugbista a 15 e allenatore di rugby a 15 neozelandese, nazionale inglese, già pilone di Leicester e Perpignano.

## Biografia
Freshwater iniziò prestissimo la pratica rugbistica, a cinque anni; da studente fu selezionato per la Nazionale studentesca neozelandese che disputò un match contro i pari categoria gallesi a Christchurch nel 1990.
Disputò alcuni incontri, in seguito, anche nelle Nazionali neozelandesi U-19 e U-21 prima di trasferirsi in Inghilterra per un anno nel Leicester.
Il suo esordio nella Lega inglese avvenne nel 1995; pilone destro, la presenza nel ruolo dell'internazionale inglese Graham Rowntree non gli permise mai di affermarsi compiutamente a Leicester, e nel 2003 si trasferì in Francia al Perpignano, club dalla forte identità catalana, con il quale si è laureato campione di Francia al termine del campionato 2008/09.
Nel frattempo, grazie al passaporto britannico di suo padre (nativo dei dintorni di Londra) e al diritto di cittadinanza del Regno Unito acquisito grazie alla residenza pluriennale, Freshwater divenne idoneo alla chiamata della federazione inglese: nel 2003 fu chiamato dall'Inghilterra “A” e designato vice-capitano nella partita contro il Canada alla Churchill Cup.
L'anno successivo, nella stessa occasione, disputò l'incontro da capitano.
Nel novembre 2005 esordì nella selezione maggiore, in un test match contro Samoa, e fece parte della squadra inglese al Sei Nazioni 2006.
Il C.T. inglese Brian Ashton lo incluse anche nella rosa ufficiale alla Coppa del Mondo di rugby 2007 in Francia, nel corso della quale disputò due incontri, tutti nella prima fase a gironi, il primo contro il Sudafrica, il secondo contro Tonga (a tutt'oggi il più recente match internazionale del giocatore).

## Palmarès
- Premiership: 3
Leicester: 1999-2000; 2000-01; 2001-02
- Campionati francesi: 1
Perpignano: 2008-09
- Coppe Anglo-Gallesi: 1
Leicester: 1996-97
- Heineken Cup: 2
Leicester: 2000-01; 2001-02